# Ідріс ібн Хасан
Ідріс ібн Хасан (араб. أبو عون إدريس بن حسن بن أبي نمي; нар. 1567 — 1625) — 39-й шаріф і емір Мекки в 1603-1624 роках. Повне ім'я Абу Аван Ідріс ібн Хасан. Відомий також як Ідріс II.

## Життєпис
Походив з гілки правлячої династії Хасанідів — бану-катада. Син шаріфа Аль-Хасана III та Гани (Хайї) бінт Ахмад з династії Катадаїдів. Народився в Мецці у травні/червні 1567 року. Невдовзі після смерті батька у листопаді 1601 року перебрався до Стамбула. Повернувся до Мекки у 1603 році після смерті брата — шаріфа Абу-Таліба. На зборах клану обирається новим еміром разом з братом Фухайдом та небожем Мухсіном. 1604 року цей вибір затвердив султан Ахмед I.
Створив потужне військо з рабів та бедуїнів. Невдовзі вступив у суперництво з братом Фухайдом, який також сформував власне військо. 1610 року разом з Мухсіном повалив Фухайда, якого змусив тікати з Мекки. Спроби і 1612 і 1613 році останнього повернутися були відбиті. Зрештою Фухайд виїхав до Стамбула.
Почав здійснювати військові походи проти племен в горах Шаммар й Тувайк в Неджді. Дійшов в походах до Аль-Хаси, де вже закріпилися османські чиновники. Ці походи дали чималу здобич шаріфу. На час походів від його імені діяв візир Ахмад ібн Юнус. Авторитарність дій Ідріса, посилення впливу його мамлюків та візира спричинили протистояння з співеміром Мухсіном.
1624 року протистояння переросло у відкритий конфлікт. У жовтні Мухсін ібн Хусейн скликав великі збори (ахль аль-хал валь-акд) за участю представників Хасанідів, кадіїв, богословів, правників, знаті Мекки, на яких Ідріса було усунуто з посади еміра. Він не змирився з цим, виступивши проти Мухсіна. Бої тривали декілька діб, після чого настало 2-місячне перемир'я. Але зрештою Ідріс ібн Хасан залишив Мекку. Помер у регіоні Джебель-Шаммар (на захід від Неджда) в березні 1625 року. Поховано в Ятабі.